# Albert Owusu-Sarpong
Albert Owusu-Sarpong (* 31. Januar 1949) ist ein ghanaischer Diplomat.

## Werdegang
- 1975 Studium an der Universität Straßburg
- 1975–1987: Lehrer der französischen Literatur.
- 1983–2000: Leiter im Bereich Sprachwissenschaften.
- 1983–2002: Dekan der Fakultät für Humanwissenschaften.
- Spricht: Twi, Französisch, Englisch und Deutsch.
- Von 22. Januar 2002 bis Februar 2009 war er Botschafter der Republik Ghana in Paris und gleichzeitig bei der UNESCO, Frankophonie, beim Heiligen Stuhl, in Lissabon und Madrid akkreditiert.[1]